# Blackberry Q10
Das Blackberry Q10 (Eigenschreibweise: BlackBerry Q10) ist ein Smartphone des kanadischen Herstellers Blackberry. Das Gerät wurde am 30. Januar 2013 erstmals zusammen mit dem Z10 präsentiert. Gegenüber dem Vorgängermodell Bold 9900 verzichtete Blackberry auf die Bedienleiste unterhalb des Touchscreens und die geschwungene Tastatur. Als Betriebssystem ist standardmäßig Blackberry 10 eingerichtet. Bundeskanzlerin Angela Merkel verwendete ein verschlüsseltes Q10 als Diensthandy.

## Bedienung
Mittels Touchscreen kann innerhalb des Systems navigiert werden. Texteingaben erfolgen über die vollwertige QWERTZ-Tastatur, welche bereits in den Modellreihen Bold und Curve Anwendung fand. Oberhalb des Bildschirms befindet sich eine Hardware-Taste zum Sperren bzw. Entsperren des Gerätes. Auf der rechten Seite sind 3 weitere Tasten zum Regulieren der Lautstärke angeordnet, wahlweise kann per Tastendruck der Sprachassistent aufgerufen werden. Die Funktionen sind jeweils frei belegbar. Weiterhin können fast alle Tasten der physikalischen Tastatur mit einer individuellen Aktion belegt werden, beispielsweise dem Start einer bestimmten App. Standardmäßig vorinstalliert sind u. a.
- Facebook
- WhatsApp
- Twitter
- Blackberry Messenger
- Blackberry World
- Amazon Appstore

Das Betriebssystem erlaubt es aus einer beliebigen App heraus direkt eine E-Mail oder Kurzmitteilung zu beantworten. Des Weiteren wird dem Benutzer im sogenannten Blackberry Hub eine Zusammenfassung über alle eingehenden und ausgehenden Nachrichten ermöglicht. Die Ansicht kann je nach Anforderung personalisiert und priorisiert werden.

## Technik
Das Q10 verfügt über einen 3,1-Zoll-Touchscreen, der mit einem Seitenverhältnis von 1:1 (d. h. quadratisch) sowohl horizontal als auch vertikal 720px mittels AMOLED auflöst. Neben einer Kamera auf der Rückseite (8 Megapixel) verfügt das Gerät ebenfalls über eine Frontkamera (2 Megapixel). Beide Kameras sind in der Lage, Videos aufzuzeichnen. Verbaut sind außerdem verschiedene Sensoren, zum Beispiel um die Beschleunigung oder das Magnetfeld der Erde zu messen. Geladen wird das Q10 über einen Micro-USB-Port. Der Lithium-Ionen-Akku ist austauschbar und verfügt über eine Kapazität von 2100 mAh, laut Hersteller kann das Gerät im Standby-Betrieb bis zu 2 Wochen verwendet werden. Über den HDMI-Ausgang besteht die Möglichkeit, eine multimediale Bildübertragung auf ein anderes Endgerät, z. B. einen Beamer, herzustellen. Intern ist 16 GB Speicher verbaut, welcher per MicroSD-Karte auf bis zu 32 GB erweitert werden kann. Im Gehäusedeckel ist eine (äußerlich nicht sichtbare) NFC-Antenne verbaut, die es mit entsprechender Software ermöglicht, kontaktlos z. B. eine Fahrkarte für den Nahverkehr zu lösen.